# Rhytisma acerinum
Rhytisma acerimun es un hongo ascomiceto patógeno que afecta comúnmente a especies como sicómoros y arces, por lo que suele ser conocido como costra negra del arce o mancha de alquitrán del arce. No suele afectar muy negativamente a la salud de las plantas.

### Notas

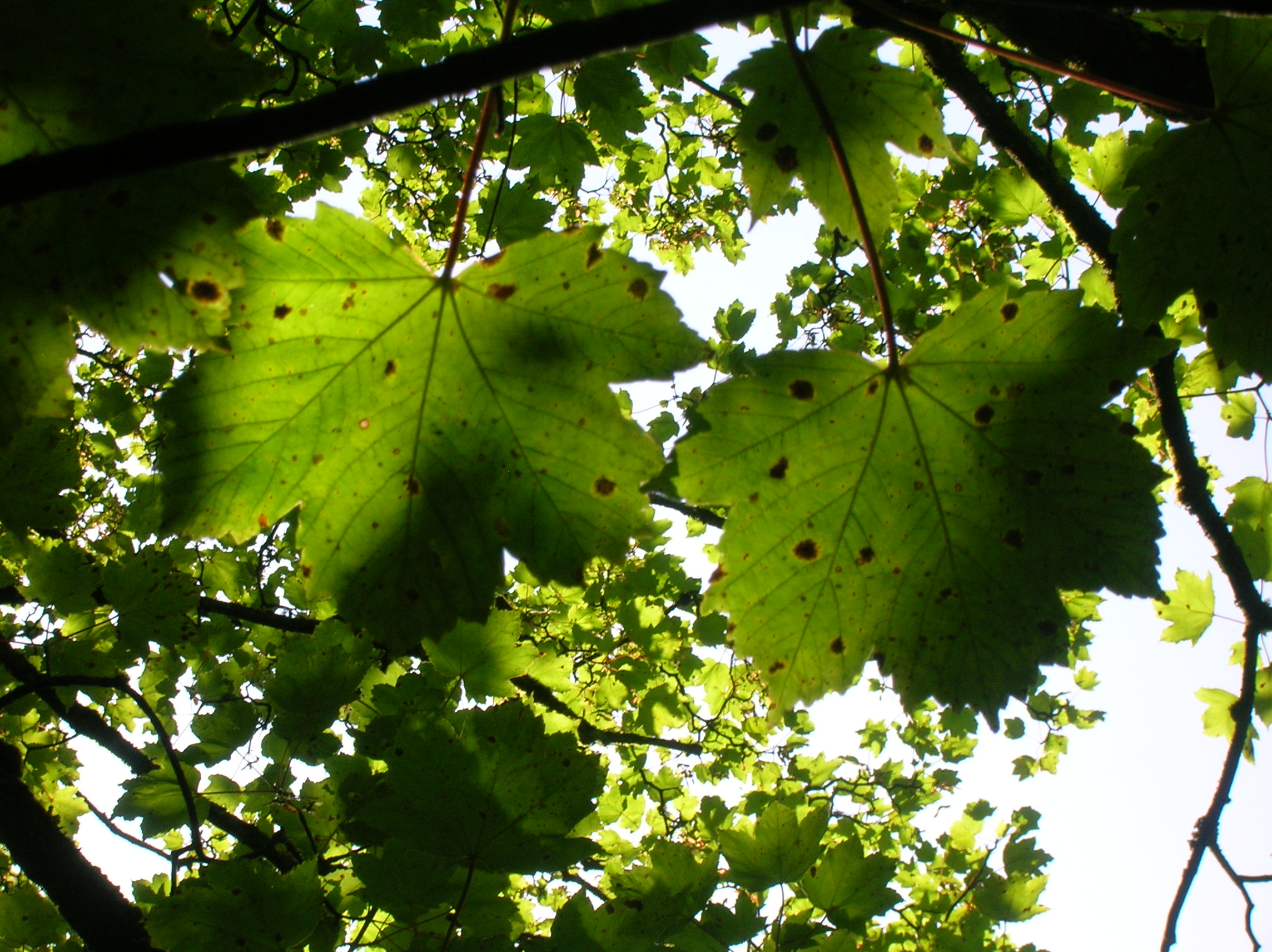
Rhytisma acerinum en una hoja de Sicómoro.